# Chrysotus xanthoprasius
Chrysotus xanthoprasius är en tvåvingeart som beskrevs av Mario Bezzi 1906. Chrysotus xanthoprasius ingår i släktet Chrysotus och familjen styltflugor.
Artens utbredningsområde är Kongo. Inga underarter finns listade i Catalogue of Life.